# Meżyriczka (rejon korosteński)
Meżyriczka (ukr. Межирічка; pol. hist. Meżyryczka, Międzyrzecz) – wieś na Ukrainie, w obwodzie żytomierskim, w rejonie korosteńskim. W 2001 roku liczyła 233 mieszkańców.
Pierwsza wzmianka o miejscowości pochodzi z 1616 roku. We wsi znajduje się drewniana cerkiew św. Mikołaja wzniesiona w 1772 roku.
Według danych z 2001 roku 97% mieszkańców jako język ojczysty wskazało ukraiński, 1,29% – rosyjski, 0,86% – mołdawski, 0,43% – białoruski.